# Josephine Okot
Josephine Okot là một doanh nhân Uganda, doanh nhân và giám đốc điều hành công ty, người sáng lập, giám đốc điều hành và giám đốc điều hành của Victoria Seeds Limited, một doanh nghiệp kinh doanh nông nghiệp có trụ sở tại Uganda để xử lý, đóng gói và tiếp thị hạt giống nông nghiệp cho nông dân ở các nước của vùng Hồ Lớn châu Phi.

## Bối cảnh và giáo dục
Okot được sinh ra ở quận Gulu, ở miền Bắc Uganda. Cô theo học trường Kinh doanh Đại học Makerere (MUBS) và được đào tạo sau đại học từ Trường Kinh doanh Harvard và từ Trường Kinh doanh Stanford, cả ở Okot của Hoa Kỳ đều có đào tạo đáng kể và kinh nghiệm sâu rộng trong kinh doanh nông nghiệp. Cô được báo cáo là có bằng Thạc sĩ Kinh doanh Quốc tế, từ Đại học Quốc tế Washington.

## Nghề nghiệp
Okot thành lập Victoria Seeds Limited vào năm 2004, với mục tiêu chính là cung cấp hạt giống chất lượng cho nông dân sản xuất nhỏ, đầu tiên trong nước và sau đó là khu vực.
Công ty của Okot đã nhận được một khoản bảo lãnh tài chính từ một dự án do USAID tài trợ, cho phép cô bảo đảm việc tài trợ khởi nghiệp. Công ty Victoria Seeds Limited được liên kết với 900 nông dân nông thôn, phần lớn trong số đó là phụ nữ. Công ty tiếp thị gần 100 giống hạt giống, thông qua hơn 400 cửa hàng đại lý nông nghiệp trực thuộc. Tính đến tháng 8 năm 2011, doanh thu hàng năm của công ty vượt quá 2,5 triệu đô la Mỹ với khoảng 140 nhân viên.